# Tropidostoma dubium
Tropidostoma dubium és una espècie de sinàpsid extint de la família dels udenodòntids que visqué al sud d'Àfrica entre el Permià mitjà i el Permià superior. Se n'han trobat restes fòssils a les províncies sud-africanes del Cap Occidental, el Cap Oriental i el Cap Septentrional. Es tracta de l'única espècie reconeguda del gènere Tropidostoma. El nom científic T. dubium preval sobre T. dunnii per la seva major antiguitat. Era un dels animals herbívors de mida mitjana a gran dominants del seu ecosistema, juntament amb Rhachiocephalus.